# Lisandru Tramoni
Pour les articles homonymes, voir Tramoni.
 (mars 2025).
Les informations dans cet article sont mal organisées, redondantes, ou il existe des sections bien trop longues. Structurez-le ou soumettez des propositions en page de discussion.
Avec le temps, il arrive que le contenu présent dans un article devienne désordonné. Il est souvent nécessaire de réorganiser l'article de fond en comble.
- Il faut tout d’abord répartir le contenu de l'article en plusieurs sections. Les informations doivent ensuite être exposées clairement et le plus synthétiquement possible, regroupées par sujet afin d'éviter les doublons. Quelqu'un cherchant une information précise doit pouvoir la trouver rapidement en lisant la section appropriée.
- À l'intérieur de chaque section, le texte, souvent initialement sous la forme de phrases éparses, doit être regroupé dans des paragraphes de quelques lignes, en assurant un enchaînement logique et une cohérence entre les phrases.
- Lorsque l'article ou l'une de ses sections développe trop longuement un point qui n'est pas dans le cœur du sujet traité, il convient de faire une synthèse et de transférer l'ancien contenu dans des articles plus appropriés (en cas de transfert, il faut impérativement respecter la procédure Aide:Scission).

Si vous pensez que ces points ont été résolus, vous pouvez retirer ce bandeau et améliorer le plan d'un autre article.
Lisandru Tramoni, né le 18 avril 2003 à Ajaccio, est un footballeur franco-italien qui joue au poste d'ailier droit au FC Zurich.
Son frère, Matteo Tramoni, est également footballeur au Pisa SC.

## Biographie

### En club

#### AC Ajaccio
Issu du pôle espoirs d'Ajaccio et du centre de formation de l'AC Ajaccio, Lisandru Tramoni commence sa carrière à l'âge de 16 ans le 21 décembre 2019 lors du match opposant l'AC Ajaccio à Troyes (score final 2-1 pour Ajaccio).

#### Cagliari Calcio
Le 23 septembre 2020, il quitte son club formateur et s'engage avec le Cagliari Calcio tout comme son frère.
Il évoluera dans l'équipe des moins de 19 ans jusqu'en 2022.

#### Pisa SC
Le 18 août 2022, il signe un contrat professionnel d'une durée de 4 ans avec le Pisa SC.
Il est prêté au SC Bastia pour la saison 2024-2025.

### En sélection
Entre 2018 et 2019, Tramoni est appelé à plusieurs reprises en équipe de France des moins de 16 ans et en équipe de France des moins de 17 ans.
En mars 2024, il obtient la nationalité italienne ce qui le rend éligible à jouer pour l'équipe d'Italie au besoin.